# Finale sans pions
Cet article utilise la notation algébrique pour décrire des coups du jeu d'échecs.
Aux échecs, une finale sans pions est une finale où restent sur l'échiquier quelques pièces seulement, et où tous les pions ont été capturés ou promus.

## L'un des deux camps possède une dame

### Dame contre tour et pièce mineure
Le résultat normal est la partie nulle, mais un des deux camps peut l'emporter.

### Dame contre deux pièces mineures
Ces finales sont très rares, mais difficiles pour les deux camps, du fait des nombreuses possibilités tactiques.

### Dame et pièce mineure contre deux tours
La finale Dame et cavalier contre deux tours est généralement nulle, et la finale Dame et fou contre deux tours est un gain théorique, mais qui peut prendre jusqu'à 48 coups (analyses par ordinateur).

### Dame contre deux tours
Le résultat normal est la partie nulle, mais un des deux camps peut l'emporter.

### Dame contre pièce(s) légère(s)
Le camp avec la dame peut facilement mater directement, comme dans la finale Roi et dame contre roi seul.

## L'un des deux camps possède une tour et une pièce mineure

### Tour et pièce mineure contre tour
Le résultat normal est la partie nulle. La finale Tour et fou contre tour (en) est l'une des finales sans pions les plus fréquentes.

### Tour et pièce mineure contre deux pièces mineures
Le résultat normal est la partie nulle.

## L'un des deux camps possède une tour

### Tour contre pièce mineure
|   | a | b | c | d | e | f | g | h |   |
| 8 | Roi noir sur case noire b8 · Fou noir sur case blanche c8 · Tour blanche sur case noire h8 · Roi blanc sur case noire b6 | Roi noir sur case noire b8 · Fou noir sur case blanche c8 · Tour blanche sur case noire h8 · Roi blanc sur case noire b6 | Roi noir sur case noire b8 · Fou noir sur case blanche c8 · Tour blanche sur case noire h8 · Roi blanc sur case noire b6 | Roi noir sur case noire b8 · Fou noir sur case blanche c8 · Tour blanche sur case noire h8 · Roi blanc sur case noire b6 | Roi noir sur case noire b8 · Fou noir sur case blanche c8 · Tour blanche sur case noire h8 · Roi blanc sur case noire b6 | Roi noir sur case noire b8 · Fou noir sur case blanche c8 · Tour blanche sur case noire h8 · Roi blanc sur case noire b6 | Roi noir sur case noire b8 · Fou noir sur case blanche c8 · Tour blanche sur case noire h8 · Roi blanc sur case noire b6 | Roi noir sur case noire b8 · Fou noir sur case blanche c8 · Tour blanche sur case noire h8 · Roi blanc sur case noire b6 | 8 |
| 7 | Roi noir sur case noire b8 · Fou noir sur case blanche c8 · Tour blanche sur case noire h8 · Roi blanc sur case noire b6 | Roi noir sur case noire b8 · Fou noir sur case blanche c8 · Tour blanche sur case noire h8 · Roi blanc sur case noire b6 | Roi noir sur case noire b8 · Fou noir sur case blanche c8 · Tour blanche sur case noire h8 · Roi blanc sur case noire b6 | Roi noir sur case noire b8 · Fou noir sur case blanche c8 · Tour blanche sur case noire h8 · Roi blanc sur case noire b6 | Roi noir sur case noire b8 · Fou noir sur case blanche c8 · Tour blanche sur case noire h8 · Roi blanc sur case noire b6 | Roi noir sur case noire b8 · Fou noir sur case blanche c8 · Tour blanche sur case noire h8 · Roi blanc sur case noire b6 | Roi noir sur case noire b8 · Fou noir sur case blanche c8 · Tour blanche sur case noire h8 · Roi blanc sur case noire b6 | Roi noir sur case noire b8 · Fou noir sur case blanche c8 · Tour blanche sur case noire h8 · Roi blanc sur case noire b6 | 7 |
| 6 | Roi noir sur case noire b8 · Fou noir sur case blanche c8 · Tour blanche sur case noire h8 · Roi blanc sur case noire b6 | Roi noir sur case noire b8 · Fou noir sur case blanche c8 · Tour blanche sur case noire h8 · Roi blanc sur case noire b6 | Roi noir sur case noire b8 · Fou noir sur case blanche c8 · Tour blanche sur case noire h8 · Roi blanc sur case noire b6 | Roi noir sur case noire b8 · Fou noir sur case blanche c8 · Tour blanche sur case noire h8 · Roi blanc sur case noire b6 | Roi noir sur case noire b8 · Fou noir sur case blanche c8 · Tour blanche sur case noire h8 · Roi blanc sur case noire b6 | Roi noir sur case noire b8 · Fou noir sur case blanche c8 · Tour blanche sur case noire h8 · Roi blanc sur case noire b6 | Roi noir sur case noire b8 · Fou noir sur case blanche c8 · Tour blanche sur case noire h8 · Roi blanc sur case noire b6 | Roi noir sur case noire b8 · Fou noir sur case blanche c8 · Tour blanche sur case noire h8 · Roi blanc sur case noire b6 | 6 |
| 5 | Roi noir sur case noire b8 · Fou noir sur case blanche c8 · Tour blanche sur case noire h8 · Roi blanc sur case noire b6 | Roi noir sur case noire b8 · Fou noir sur case blanche c8 · Tour blanche sur case noire h8 · Roi blanc sur case noire b6 | Roi noir sur case noire b8 · Fou noir sur case blanche c8 · Tour blanche sur case noire h8 · Roi blanc sur case noire b6 | Roi noir sur case noire b8 · Fou noir sur case blanche c8 · Tour blanche sur case noire h8 · Roi blanc sur case noire b6 | Roi noir sur case noire b8 · Fou noir sur case blanche c8 · Tour blanche sur case noire h8 · Roi blanc sur case noire b6 | Roi noir sur case noire b8 · Fou noir sur case blanche c8 · Tour blanche sur case noire h8 · Roi blanc sur case noire b6 | Roi noir sur case noire b8 · Fou noir sur case blanche c8 · Tour blanche sur case noire h8 · Roi blanc sur case noire b6 | Roi noir sur case noire b8 · Fou noir sur case blanche c8 · Tour blanche sur case noire h8 · Roi blanc sur case noire b6 | 5 |
| 4 | Roi noir sur case noire b8 · Fou noir sur case blanche c8 · Tour blanche sur case noire h8 · Roi blanc sur case noire b6 | Roi noir sur case noire b8 · Fou noir sur case blanche c8 · Tour blanche sur case noire h8 · Roi blanc sur case noire b6 | Roi noir sur case noire b8 · Fou noir sur case blanche c8 · Tour blanche sur case noire h8 · Roi blanc sur case noire b6 | Roi noir sur case noire b8 · Fou noir sur case blanche c8 · Tour blanche sur case noire h8 · Roi blanc sur case noire b6 | Roi noir sur case noire b8 · Fou noir sur case blanche c8 · Tour blanche sur case noire h8 · Roi blanc sur case noire b6 | Roi noir sur case noire b8 · Fou noir sur case blanche c8 · Tour blanche sur case noire h8 · Roi blanc sur case noire b6 | Roi noir sur case noire b8 · Fou noir sur case blanche c8 · Tour blanche sur case noire h8 · Roi blanc sur case noire b6 | Roi noir sur case noire b8 · Fou noir sur case blanche c8 · Tour blanche sur case noire h8 · Roi blanc sur case noire b6 | 4 |
| 3 | Roi noir sur case noire b8 · Fou noir sur case blanche c8 · Tour blanche sur case noire h8 · Roi blanc sur case noire b6 | Roi noir sur case noire b8 · Fou noir sur case blanche c8 · Tour blanche sur case noire h8 · Roi blanc sur case noire b6 | Roi noir sur case noire b8 · Fou noir sur case blanche c8 · Tour blanche sur case noire h8 · Roi blanc sur case noire b6 | Roi noir sur case noire b8 · Fou noir sur case blanche c8 · Tour blanche sur case noire h8 · Roi blanc sur case noire b6 | Roi noir sur case noire b8 · Fou noir sur case blanche c8 · Tour blanche sur case noire h8 · Roi blanc sur case noire b6 | Roi noir sur case noire b8 · Fou noir sur case blanche c8 · Tour blanche sur case noire h8 · Roi blanc sur case noire b6 | Roi noir sur case noire b8 · Fou noir sur case blanche c8 · Tour blanche sur case noire h8 · Roi blanc sur case noire b6 | Roi noir sur case noire b8 · Fou noir sur case blanche c8 · Tour blanche sur case noire h8 · Roi blanc sur case noire b6 | 3 |
| 2 | Roi noir sur case noire b8 · Fou noir sur case blanche c8 · Tour blanche sur case noire h8 · Roi blanc sur case noire b6 | Roi noir sur case noire b8 · Fou noir sur case blanche c8 · Tour blanche sur case noire h8 · Roi blanc sur case noire b6 | Roi noir sur case noire b8 · Fou noir sur case blanche c8 · Tour blanche sur case noire h8 · Roi blanc sur case noire b6 | Roi noir sur case noire b8 · Fou noir sur case blanche c8 · Tour blanche sur case noire h8 · Roi blanc sur case noire b6 | Roi noir sur case noire b8 · Fou noir sur case blanche c8 · Tour blanche sur case noire h8 · Roi blanc sur case noire b6 | Roi noir sur case noire b8 · Fou noir sur case blanche c8 · Tour blanche sur case noire h8 · Roi blanc sur case noire b6 | Roi noir sur case noire b8 · Fou noir sur case blanche c8 · Tour blanche sur case noire h8 · Roi blanc sur case noire b6 | Roi noir sur case noire b8 · Fou noir sur case blanche c8 · Tour blanche sur case noire h8 · Roi blanc sur case noire b6 | 2 |
| 1 | Roi noir sur case noire b8 · Fou noir sur case blanche c8 · Tour blanche sur case noire h8 · Roi blanc sur case noire b6 | Roi noir sur case noire b8 · Fou noir sur case blanche c8 · Tour blanche sur case noire h8 · Roi blanc sur case noire b6 | Roi noir sur case noire b8 · Fou noir sur case blanche c8 · Tour blanche sur case noire h8 · Roi blanc sur case noire b6 | Roi noir sur case noire b8 · Fou noir sur case blanche c8 · Tour blanche sur case noire h8 · Roi blanc sur case noire b6 | Roi noir sur case noire b8 · Fou noir sur case blanche c8 · Tour blanche sur case noire h8 · Roi blanc sur case noire b6 | Roi noir sur case noire b8 · Fou noir sur case blanche c8 · Tour blanche sur case noire h8 · Roi blanc sur case noire b6 | Roi noir sur case noire b8 · Fou noir sur case blanche c8 · Tour blanche sur case noire h8 · Roi blanc sur case noire b6 | Roi noir sur case noire b8 · Fou noir sur case blanche c8 · Tour blanche sur case noire h8 · Roi blanc sur case noire b6 | 1 |
|   | a | b | c | d | e | f | g | h |   |

La finale roi et tour contre roi et fou est une nulle théorique. Le camp attaquant peut cependant gagner si le camp défenseur aligne comme sur le diagramme ci-contre son roi et son fou sur la dernière rangée et dirige son roi vers un angle de la même couleur que celle de son fou (le « mauvais coin »).
Dans le diagramme ci-contre, si le trait est aux Blancs, ils gagnent par un coup d'attente de la tour sur la dernière rangée tel que 1. Tg8.

### Tour contre deux pièces mineures
Le résultat normal est la partie nulle.

## Autres finales sans pions
Si un camp a un avantage matériel de deux pièces mineures, ou d'une tour, il gagne normalement. Si l'avantage matériel n'est que d'une pièce mineure, la nulle est le résultat normal.